# Рис, Эрик
Эрик Рис (англ. Eric Ries, родился в 1979 году) — американский предприниматель, пионер движения «Бережливый стартап», известный блогер в сфере бизнеса в области высоких технологий.

## Ранние годы
В 2001 году Эрик Рис окончил Йельский университет, получив степень бакалавра компьютерных технологий.
Еще студентом Рис опубликовал книгу «Темное искусство Java программирования»(англ. Black Art of Java Game Programming).
Во время учебы в университете Рис стал основателем компании Catalyst Recruiting — онлайн форума для студентов университета, который давал возможность устанавливать контакты с потенциальными работодателями.
Одновременно он был членом консультативных советов двух бизнес-инкубаторов и венчурного фонда в Нью-Хэйвене, Коннектикут.
Чтобы заняться делами своей новой компании, Рис взял академический отпуск, однако из-за отсутствия опыта в бизнесе и лопнувшего пузыря доткомов, Catalyst Recruiting вскоре прекратил существование.
Позже Рис отмечал, что это было удачей, так как компания закрылась пока не закончился его академотпуск " и он смог вернуться к учебе..

## Карьера

### There, Inc.
После окончания учебы в 2001 году Рис переехал в Силиконовую долину и начал работать программистом в компании There, Inc.. До 2003 года он разрабатывал проект 3D Virtual World There.com. Проект провалился, и в 2004 году Рис основал компанию IMVU Inc..

### IMVU Inc.
В 2004 году Эрик Рис вместе с одним из основателей There.com Уиллом Харви(англ. Will Harvey) основал IMVU — социальную сеть 3D, в которой пользователи могли общаться и играть в игры, используя персонализированные аватары.
Во время работы в IMVU Эрик Рис встретил Стива Бланка — успешного предпринимателя Силиконовой долины и одного из инвесторов IMVU. Бланк вложил деньги в компанию с условием, что её руководители прослушают его курс по предпринимательству в Калифорнийском университете
. Полученные знания помогли Рису развивать продукты IMVU.
Как главный технический директор IMVU Рис писал и контролировал все коды продукта. Он также тестировал альтернативные версии продукта с привлечением пользователей через Google AdWords и измерением числа загрузок.
Поскольку такие крупные компании, как Microsoft, Yahoo! и AOL уже присутствовали на рынке мгновенного обмена сообщениями, целью IMVU было интегрировать массовость обмена сообщениями с высоким доходом на одного клиента традиционных видеоигр.
Исходя из предыдущего опыта, Рис и Харви не привлекали крупные инвестиции на начальном этапе, а
выпускали минимально жизнеспособный продукт, намереваясь его улучшать через постоянное взаимодействие с пользователями.
Через шесть месяцев продукт вышел на рынок и IMVU начала набирать пользователей.
В 2006 году компания получила $1 млн долларов инвестиций от венчурных инвесторов Seraph Group, а затем еще $18 млн. Немалую роль в быстром росте популярности IMVU сыграл стиль управления Эрика Риса.
.
В 2008 году в компанию пришел новый генеральный директор, а Рис ушел с должности технического директора, оставшись наблюдателем в Правлении. На 2011 год у IMVU было 40 млн пользователей и $40 млн дохода.

## Бережливый стартап

### Философия
После ухода из IMVU Эрик Рис начал работать в качестве консультанта в Kleiner Perkins Caufield & Byers, которая занималась венчурным финансированием. Через полгода он основал собственный консалтинговый стартап.
Поскольку у Риса был опыт и успеха, и провала высокотехнологичного стартапа, он начал разрабатывать методологию, призванную помочь выжить стартапам и основанную на определенных принципах управления.
Истоки философии бережливого стартапа лежат в японской концепции бережливого производства, подразумевающей поиск и выбор деятельности, создающей ценность, и избавление от деятельности бесполезной.
Рис утверждает, что бережливый не значит дешевый, это значит менее расточительный.
В конечном счете, цель применения методов бережливого стартапа состоит в создании эффективных компаний за счет повышения чувствительности к потребностям клиентов и постоянного сокращения неэффективных трат времени и ресурсов.

### Блог «Уроки стартапа»
В 2008 году Эрика Риса стали приглашать в консультативные советы различных компаний, чтобы перенять опыт бережливого стартапа.
Кроме того, по совету наставников, Рис стал вести блог «Бережливый стартап». Вскоре после публикации метод стал популярным в Силиконовой долине. Рис был приглашен выступить на саммите Web 2.0 и преподавать в Гарвардской школе бизнеса.
Сегодня Эрик Рис посвящает все своё время проекту «Бережливый стартап»: выступает на конференциях, ведет блог, который в 2011 году насчитывал 75000 подписчиков, консультирует компании.

### Книга
В 2011 году вышла в свет книга «Бизнес с нуля. Метод Lean Startup для быстрого тестирования идей и выбора бизнес-модели».
В октябре 2011 она заняла второе место в списке бестселлеров The New York Times и была названа CNBC «обязательной для любого предпринимателя».

### Внедрение метода

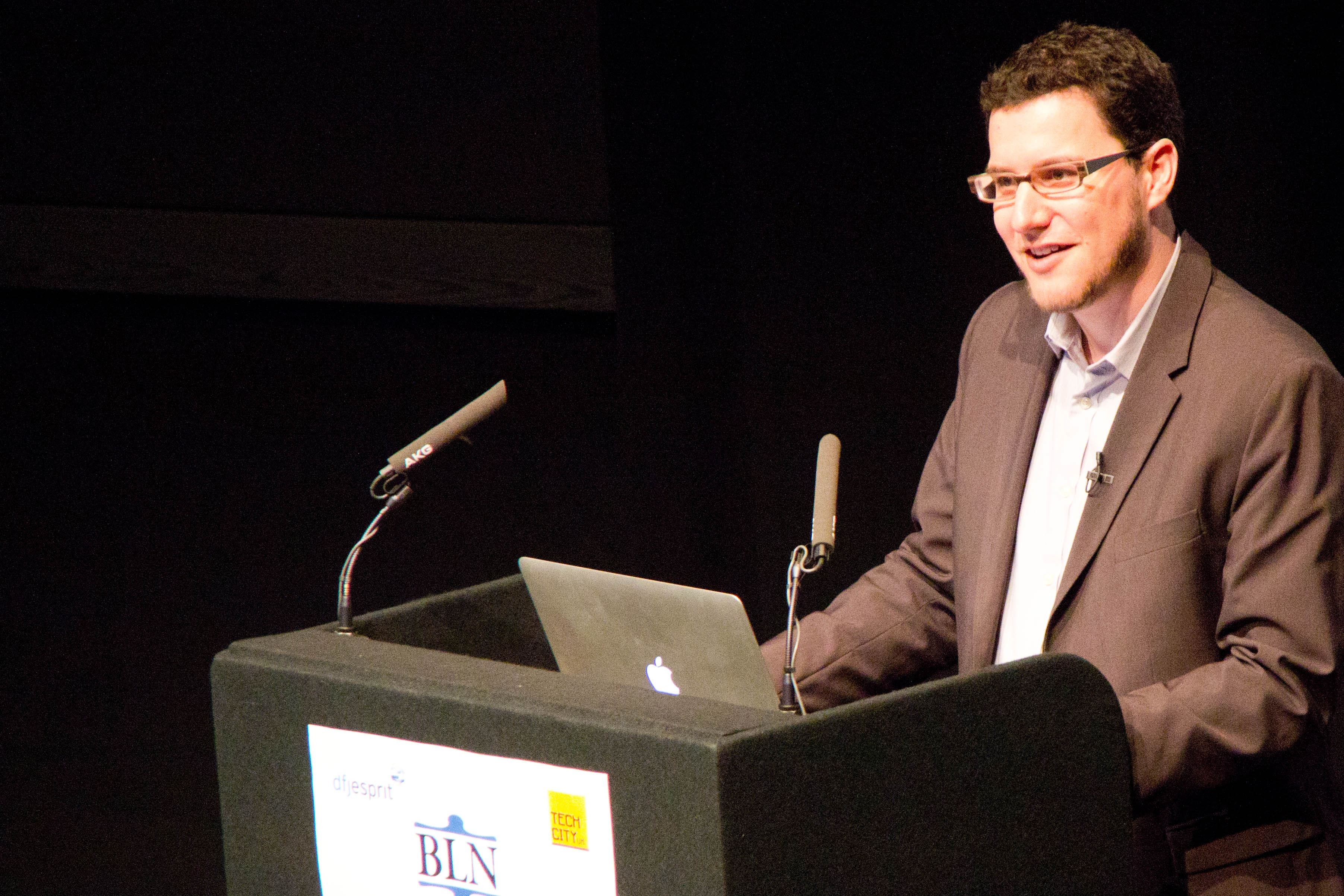
Эрик Рис выступает на конференции, посвященной методу «Бережливого стартапа» в Лондоне

Философию бережливого стартапа используют такие хай-тек компании, как Intuit, DropBox, Wealthfront, Votizen, Aardvark и Grockit.
Принципы Бережливого стартапа также преподают в Гарвардской школе бизнеса и внедряют в муниципалитетах через программу Code for America.
Блог Эрика Риса, его советы и книги регулярно находят отклик в таких СМИ, как Reuters, CNBC, MSNBC, The Wall Street Journal, TechCrunch, The New York Times, Inc. Magazine, Forbes и Wired Magazine